# Escudo de Tanzania
El escudo de Tanzania tiene la misma forma que los usados tradicionalmente por los guerreros. Está dividido en cuatro particiones colocadas en palo (verticalmente).
En la división superior, en un campo de oro (amarillo o dorado), una antorcha del mismo metal (color) y de gules (rojo); en la segunda, un campo terciado en barra de sable (negro) con bordes de oro y de sínople (verde) en su partición superior y de azur (azul) en la inferior; en la tercera, un campo de gules, dos hachas de oro colocadas en banda y barra; en la cuarta tres ondas de azur y de plata (blanco o gris). 
Sobre las tres particiones inferiores, una lanza de oro colocada en palo.
Como soportes, dos figuras con forma de nacionales tanzanos, un varón y una mujer, portando cada uno un colmillo de elefante. Junto a los pies del varón aparece una planta del clavo y junto a los de la mujer una planta de algodón.
Bajo el escudo figura una representación del Monte Kilimanjaro. 
En la parte inferior del escudo escrito en una cinta, puede leerse el lema nacional: "Uhuru na Umoja", que en Suajili significa “Libertad y Unidad”.La división superior, de fondo dorado, representa los recursos minerales de Tanzania. La antorcha simboliza la libertad y la educación de la población.
- La segunda división contiene los colores de la bandera nacional.
- La tercera división, de color rojo (gules), simboliza la fertilidad del suelo africano. Las dos hachas, dos herramientas de trabajo usadas por la población, representan el progreso económico.
- La división inferior que está compuesta por ondas azules y blancas, simboliza la tierra, el mar, los lagos, y la costa de Tanzania.
- La lanza es el símbolo de la defensa.
- Las plantas del clavo y del algodón representan la agricultura.

## Historia
El escudo de armas de Tanzania se inspiró en el de la República de Tanganica. Mientras que la bandera de Tanganica ("Bandera de la Independencia") fue adoptada por decreto el día de la independencia, el 9 de diciembre de 1961, la bandera, el escudo de armas y el sello público fueron adoptados como ley en el primer aniversario de la independencia en 1962. En el Día de la Unión, justo antes de mezclar los suelos de Tanganica y Zanzíbar, el presidente Nyerere decretó que el emblema de Tanganica se convertiría en el emblema de Tanzania. A tiempo un nuevo emblema, de la de Tanganica, fue creado que incluía la nueva bandera de Tanzania adoptada en el Día de la Unión. La nueva bandera y el escudo de armas de la Unión fueron adoptados como ley en 1971. Las armas son: el Canal de Zanzíbar entre las costas de África con una palmera y de Zanzíbar con un abeto, propiamente dicho. En el jefe las islas de Zanzíbar y Pemba, de sinople. Timbra una cinta amarilla con el lema SMZ. Como tenantes un hacha y un machete propiamente dichos. En la parte inferior hay una pancarta con el lema SERIKALI YA MAPINDUZI ZANZIBAR que traducido al español significa Gobierno Revolucionario de Zanzíbar.
Se desconoce quién creó el diseño. Hay tres reclamantes bien conocidos.
- Francis Maige Kanyasu (conocido como Ngosha) afirmó haberlo creado con colegas en 1957.
- Jeremiah Wisdom Kabati, quien reclama haberlo creado mientras enseñaba en Tabora en 1960. En los años posteriores a la muerte de Ngosha en 2017, se sugiere que el maestro Kabati y el Sr. Kanysau colaboraron en el emblema de Mwanza a fines de la década de 1950.
- Abdalah Farahani, de Zanzíbar, afirmó haberlo creado en 1964.

## Escudos de armas relacionados

Emblema del Sultanato de Zanzíbar
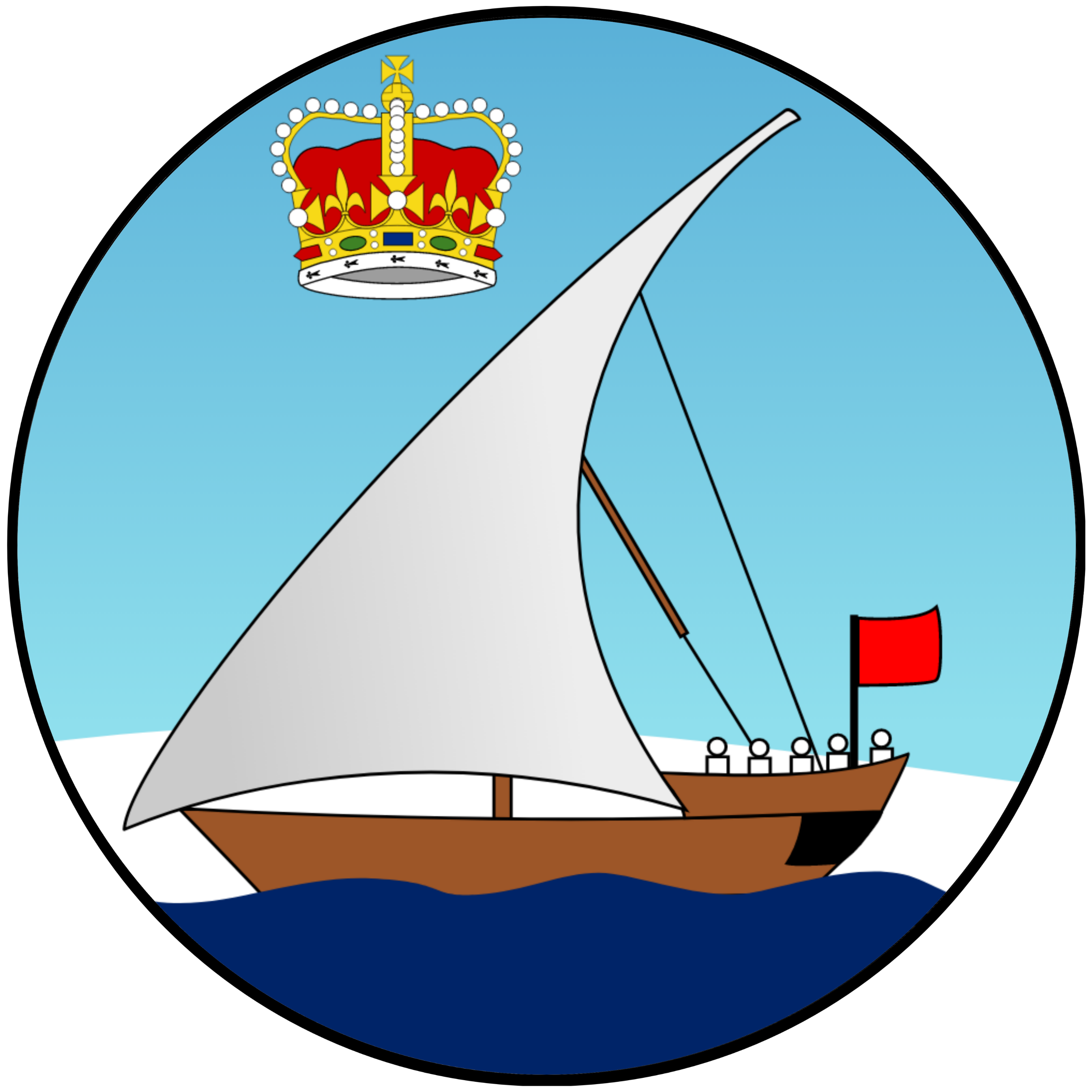
Insignia de Residentes Británicos de Zanzíbar (1890 - 1963)
Escudo de armas de la Compañía Alemana del África Oriental (1885 - 1920)
Escudo de armas del África Oriental Alemana,(1914)
Insignia del Territorio de Tanganica Británica (1916 - 1961)
Escudo de armas de Tanganica, (1961 - 1964)
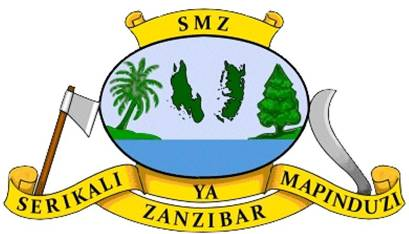
Escudo de armas del Gobierno Revolucionario de Zanzíbar